# Dr. Mekam
Dr. Mekam es una película nigeriana de 2018, producida por Oby Olebara Uzoukwu, coproducida por Phil Erabie y dirigida por Ike Nnaebue.

## Sinopsis
El Dr. Mekam regresa a Nigeria al culminar su servicio como médico en el exy. Una vez en su país espera iniciar su carrera para convertirse en presidente, pero descubrirá que el camino a seguir no es fácil.

## Elenco
- Uche Jombo[5]
- Kalu Ikeagwu
- Seun Akindele
- Yemi Blaq
- Oby Olebara Uzoukwu
- Gloria Anozieyoung
- Chika Chukwu
- Emeka Okoye
- Eric Obinna
- Eva Appiah

## Recepción de la crítica
El sitio web CinemaPointer resaltó la buena actuación y producción de la película, pero no le parecía "lo suficientemente interesante para ser emocionante y es demasiado predecible para ser divertida".